# Patrick Cornelius
Patrick Cornelius (* 4. September 1978 in San Antonio) ist ein US-amerikanischer Jazzmusiker (Altsaxophon, auch Flöte, Piano, Komposition) des Modern Jazz.

## Leben und Wirken
Cornelius, der als Sohn eines Luftwaffenoffiziers in Deutschland, verschiedenen Militärstandorten der USA und in Großbritannien aufwuchs, begann mit fünf Jahren Klavier zu lernen; als Jugendlicher spielte er Altsaxophon. Frühe Vorbilder waren Charlie Parker, Sonny Rollins und John Coltrane. Nach ersten Erfahrungen auf lokaler Ebene in seiner Geburtsstadt San Antonio während der Highschool-Zeit studierte er mit Stipendien Musik am Berklee College of Music in Boston (Bachelor) und an der Manhattan School of Music (Master); ein zusätzliches Künstler-Diplom erwarb er schließlich an der Juilliard School.
Cornelius war ab den 2000er-Jahren in der amerikanischen Jazzszene aktiv; 2006 legte er sein Debütalbum Lucid Dream vor, an dem Aaron Parks, Sean Conly, Kendrick Scott und die Sängerin Gretchen Parlato mitgewirkt hatten. Weitere Aufnahmen entstanden, als er 2008 im Transatlantic Collective mit Quentin Collins, Kristjan Randalu, Michael Janisch und Paul Wiltgen spielte (Traveling Song). In den folgenden Jahren arbeitete er Dave Liebman und dem Manhattan School of Music Jazz Orchestra. 2009 nahm er für Whirlwind Recordings mit Nick Vayenas, Mark Small, Michael Janisch und Jonathan Blake das Album Fierce auf, gefolgt von Maybe Steps (Posi-Tone), mit Gerald Clayton, Asen Doykin, Miles Okazaki, Peter Slavov und Kendrick Scott. Im Bereich des Jazz listet Tom Lord zwischen 2008 und 2013 seine Beteiligung an neun Aufnahmesessions.
Cornelius erhielt von 2005 bis 2007 in Folge einen Young Jazz Composer Award der American Society of Composers, Authors and Publishers (ASCAP), 2012 einen Kompositionsauftrag von Chamber Music America. Im Laufe seiner Karriere trat er in Spielstätten wie Ronnie Scott’s Jazz Club, Blue Note, Smalls und der Jazz Gallery in New York auf. Cornelius unterrichtet am Hunter College in New York City, The United Nations International School und am Snow College in Utah.

## Diskographische Hinweise
- Infinite Blue (Whirlwind, 2012), mit Michael Rodriguez, Nick Vayenas, Frank Kimbrough, John Chin, Michael Janisch, Jeff Ballard
- While We're Still Young (Whirlwind Recordings, 2016), mit Jason Palmer, Nick Vayenas, John Ellis, Gerald Clayton, Miles Okazaki, Peter Slavov, Kendrick Scott[4]
- Way of the Cairns (2020), mit Kristjan Randalu, Michael Janisch, Paul Wiltgen
- Posi-Tone Swingtet: One for 25 (Posi-Tone, 2020), mit Farnell Newton, Diego Rivera, Michael Dease, Lauren Sevian, Art Hirahara, Theo Hill, Boris Kozlov, Rudy Royston
- Book of Secrets (2023)